# Podostemum pterophyllum
Podostemum pterophyllum là một loài thực vật có hoa trong họ Podostemaceae. Loài này được (Wedd.) Benth. miêu tả khoa học đầu tiên năm 1880.